# 阿布拉马
阿布拉马（Abrama），是印度古吉拉特邦Valsad县的一个城镇。总人口21035（2001年）。

## 人口
该地2001年总人口21035人，其中男性11189人，女性9846人；0—6岁人口2538人，其中男1366人，女1172人；识字率77.58%，其中男性为82.86%，女性为71.58%。